# Liebfrauenkirche (Duisburg-Mitte)

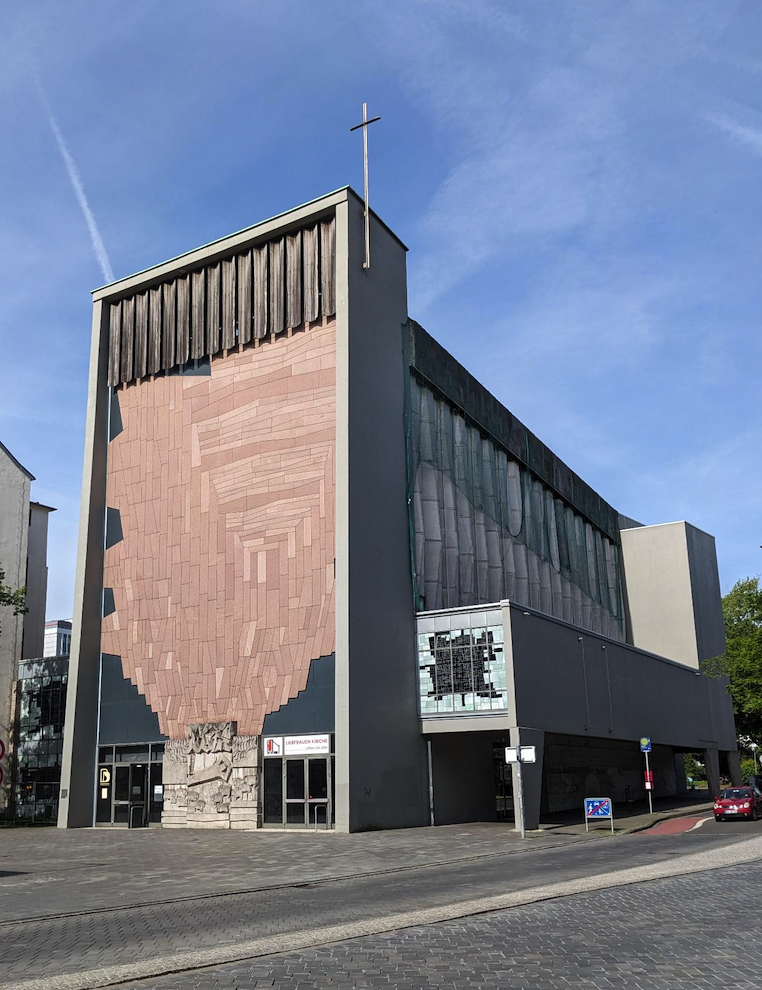
Liebfrauenkirche, 2024

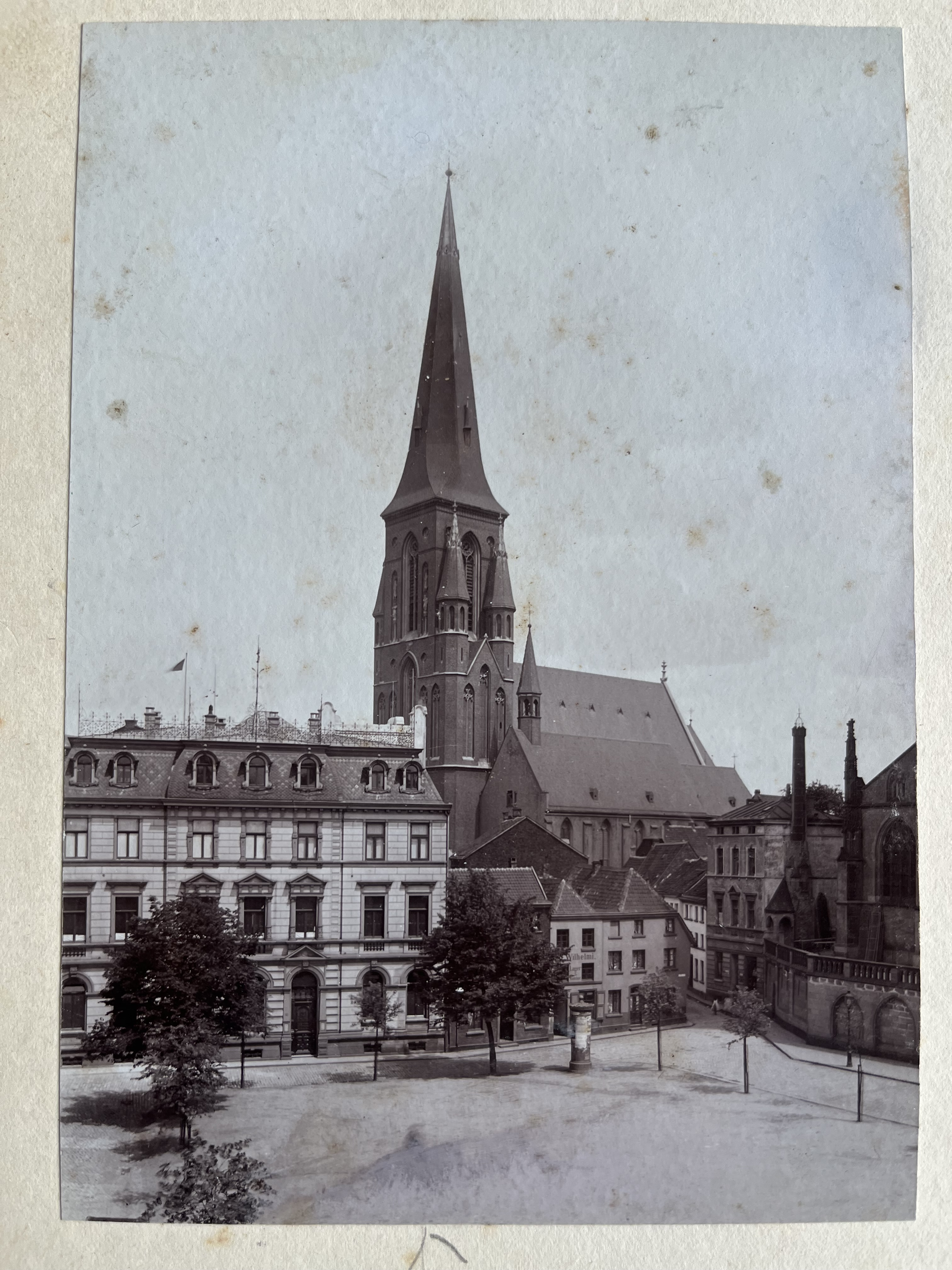
Liebfrauenkirche, ca. 1910

Die Liebfrauenkirche am König-Heinrich-Platz ist die ehemalige Pfarrkirche der katholischen Gemeinde Liebfrauen  in Duisburg-Mitte. Sie wurde 1961 geweiht und 2010 profaniert. Seit 2005 steht das Gebäude unter Denkmalschutz, seit 2013 ist es die unabhängige „Kulturkirche Liebfrauen“. Träger ist die gemeinnützige Stiftung Brennender Dornbusch.

## Geschichte
Die heutige Liebfrauenkirche ist der Nachfolgebau der 1942 fast völlig zerstörten neugotischen Liebfrauenkirche von 1896, die in der Altstadt am Innenhafen neben der Salvatorkirche stand. Ihre Überreste wurden in die neue Karmelkirche einbezogen. Die Liebfrauengemeinde ist die älteste katholische Kirchengemeinde Duisburgs, deren Geschichte bis ins 13. Jahrhundert zurückreicht.
Die Liebfrauenkirche wurde 1958 bis 1961 in unmittelbarer Nachbarschaft des Landgerichts, des Stadttheaters und der Mercatorhalle nach einem Entwurf des Architekten Toni Hermanns erbaut.
Angesichts der schwierigen Finanzlage des Bistums Essen drohte die Schließung dieser Duisburger Zentrumskirche. Doch gelang es – erstmals im Bistum Essen – die Kirche durch eine Bürgerinitiative, einen „Runden Tisch“, zu erhalten. Die im Jahr 2007 gegründete „Stiftung Brennender Dornbusch“ (der Name ist angelehnt an das einzigartige große Portalrelief der Kirche) erhielt Ende 2008 von dem Duisburger Unternehmer Wilhelm Fasel († 17. Oktober 2009) eine Zustiftung in Höhe von 1,75 Mio. Euro. Diese Kapitalausstattung und die weitere Zuwendung von Immobilien ermöglichten die Übereignung der denkmalgeschützten Liebfrauenkirche mitten im Zentrum der Duisburger Innenstadt an die Stiftung.

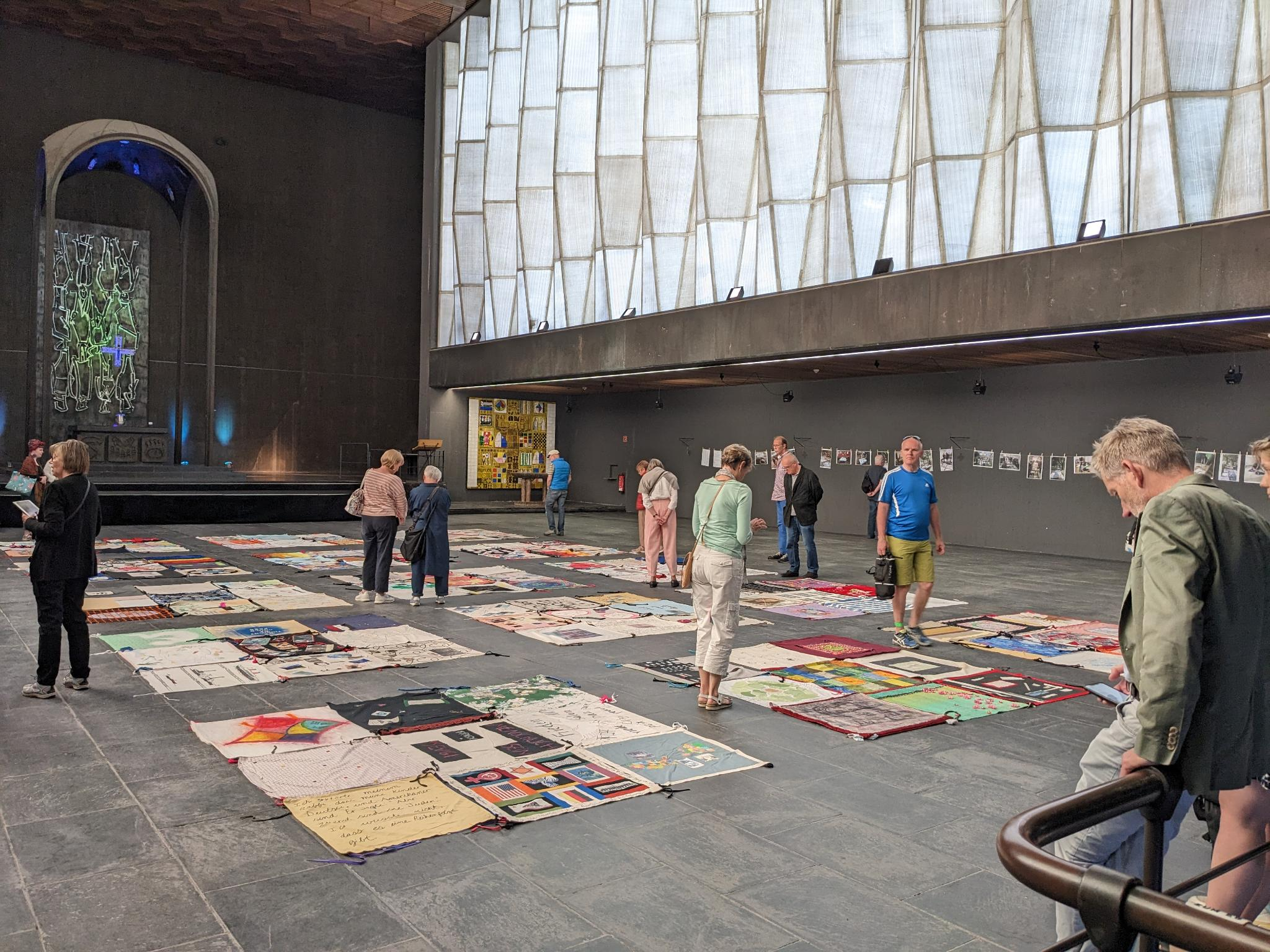
Patches-Art, Projekt von Stacey Blatt, Halle

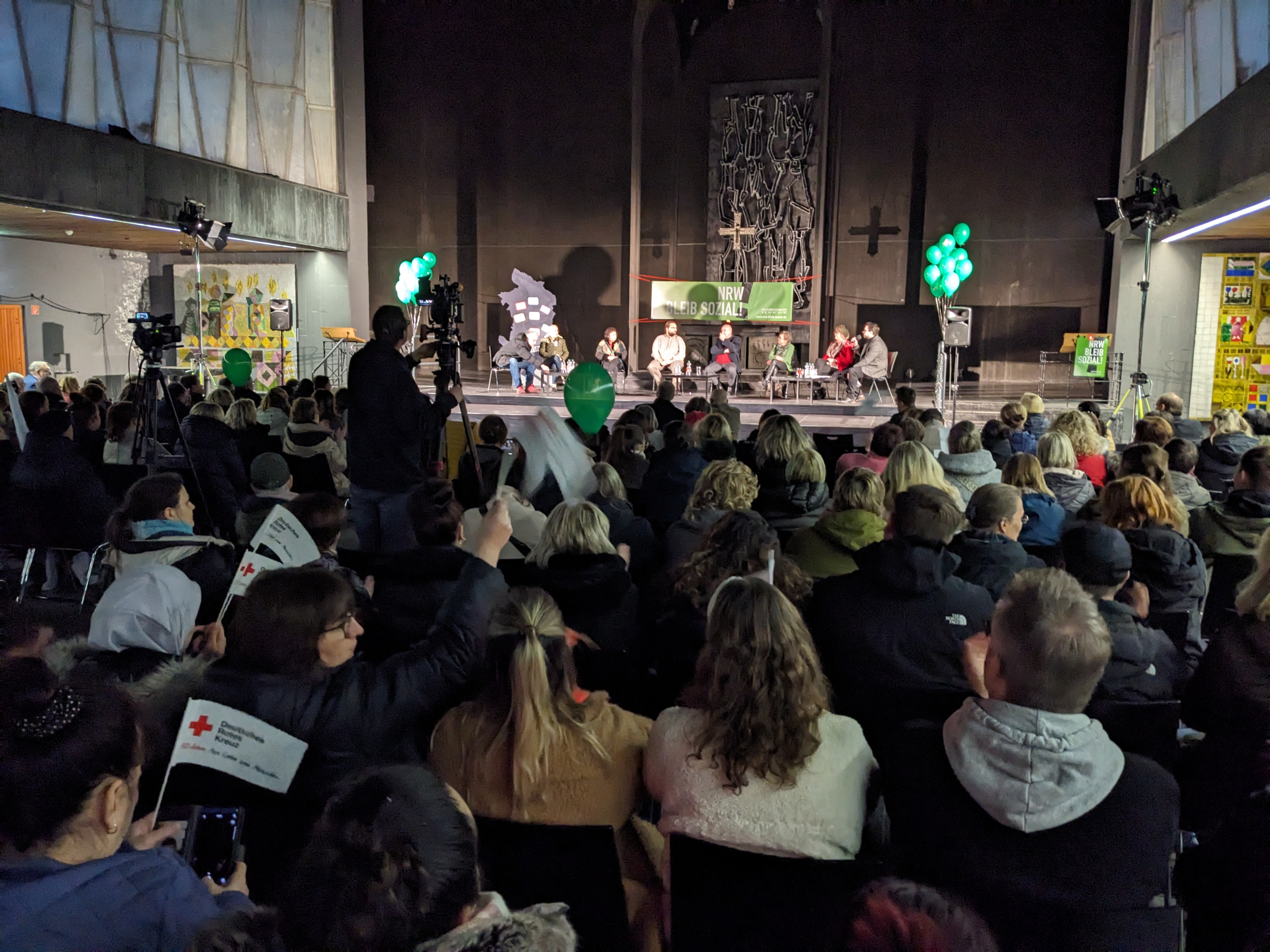
Politische Versammlung in der Halle

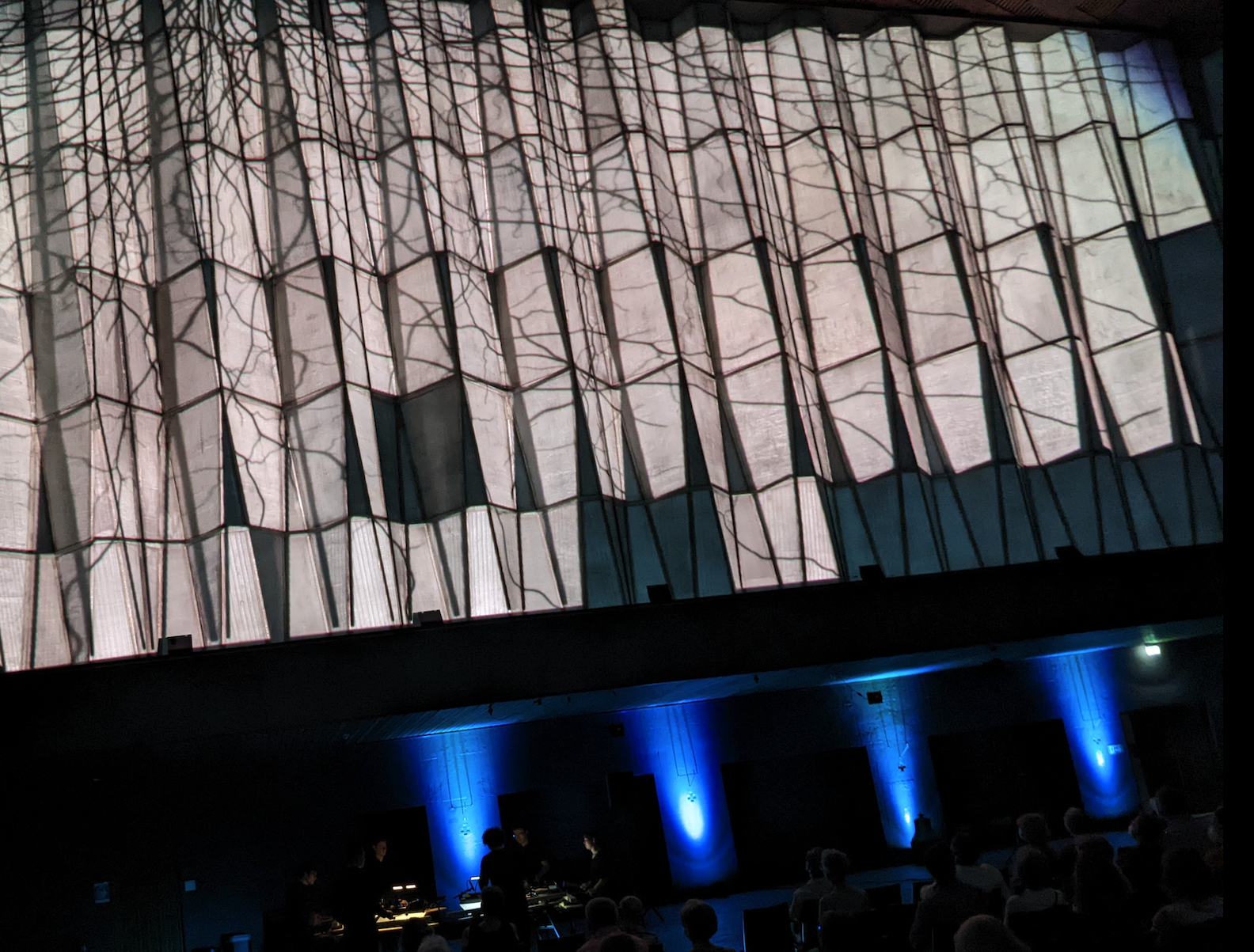
Lichtkunst von Ross Karre

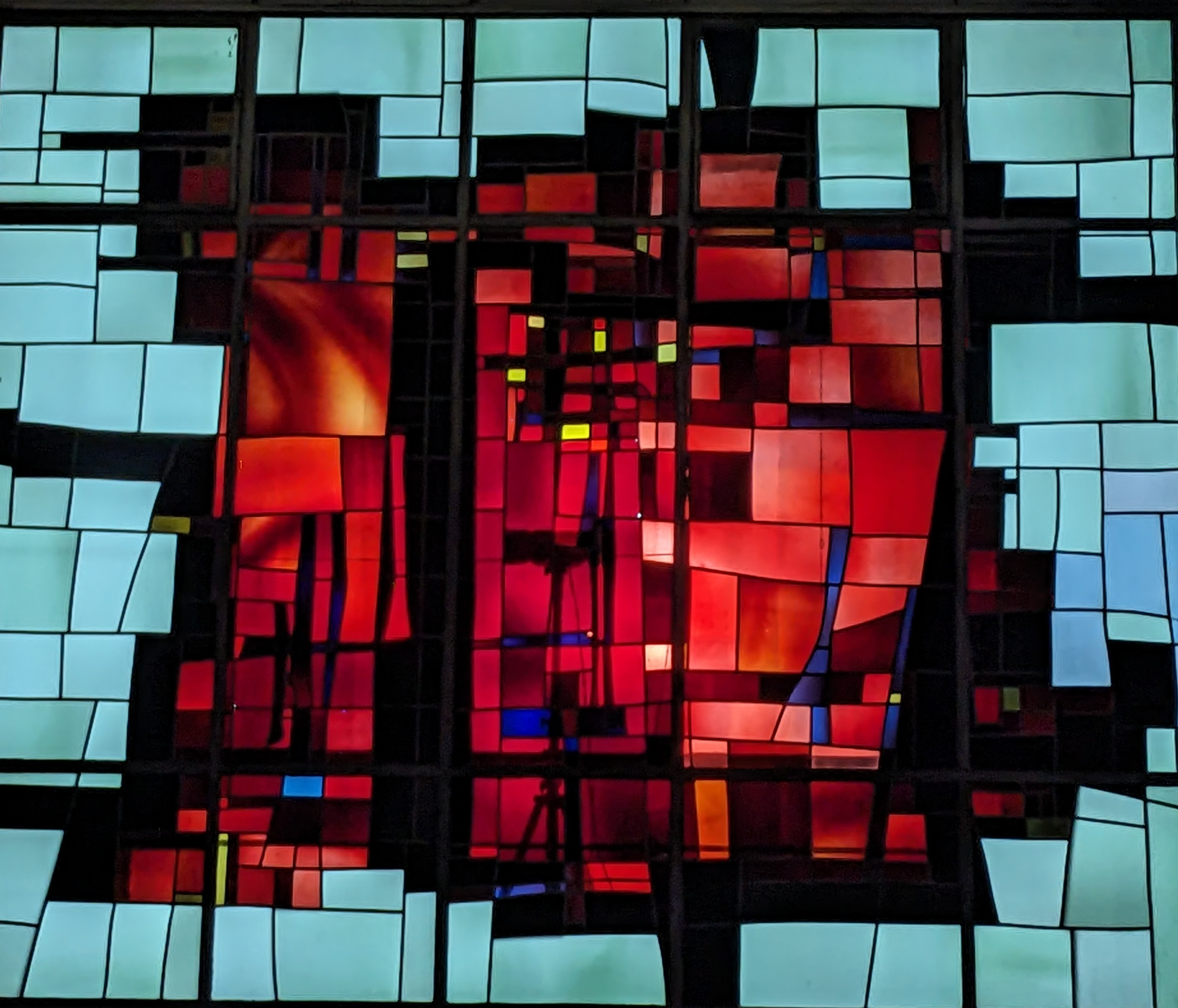
Glaskunstwand, Seitenschiff Südost

Der mit dieser Zustiftung auch finanziell mögliche Erhalt der Liebfrauenkirche fand als Beispiel für ein vorbildliches bürgerschaftliches Engagement weite Beachtung über die Grenzen der Stadt Duisburg hinaus.
2010 wurde die Kirche profaniert. Die Kapelle im Erdgeschoss sollte der Gemeinde weiterhin für Eucharistiefeier und Beichte dienen können. Diese Nutzung entfiel in den nachfolgenden Jahren ganz.

## Aktuelle Nutzung
Von 2011 bis 2013 erfolgte ein Umbau der Liebfrauenkirche zum Kultur- und Veranstaltungszentrum. Oben entstand eine geräumige Halle mit variabler Bestuhlung. Von 2021 bis 2023 wurde eine mobile Bühne an die Treppe des erhalten gebliebenen Hauptaltars angebaut, es erfolgte eine Grundausstattung mit Hallen- und mobilem Bühnenlicht sowie mit Tischen. Das Foyer unten bietet Raum für kleinere Veranstaltungen, insbesondere Ausstellungen. Oben sind bis zu 350 Personen, unten bis 150 zugelassen. Von ca. 1,8 Mio. Umbaukosten übernahm das Land 886.000 € aus Städtebaufördermitteln („Aktive Zentren“).
Die Stiftung Brennender Dornbusch verfolgt im Rahmen ihrer Satzung vorrangig das Konzept, Kulturschaffenden, kulturellen sowie bürgerschaftlichen Vereinigungen und Institutionen die vielseitigen Möglichkeiten des Gebäudes als Veranstaltungsort teilkostendeckend anzubieten. Mit diesem Konzept konnte die Zahl kultureller Veranstaltungen in der Kulturkirche Liebfrauen Jahr für Jahr gesteigert werden, von 14 im Jahr 2014 auf 48 im Jahr 2022. Bis 2023 gab es rund 300 Veranstaltungen mit rund 33000 Gästen. Der Kreis der Nutzer reicht vom Festivalbüro der Stadt Duisburg über Amateur-Chöre und -Orchester sowie andere Musiker bis zu professionellen bildenden und darstellenden Künstlern und Ensembles, die auch zu gesellschaftspolitischen Themen arbeiten. Es finden vor allem Konzerte, Kunst- und Fotoausstellungen statt, daneben verschiedenste Aufführungen, Performances, Workshops, Diskussionen, Präsentationen, Tagungen, Versammlungen, auch Trauungen, Ehrungen, Trauerfeiern, Gebetsrunden und anderes.

## Architektur und Ausstattung

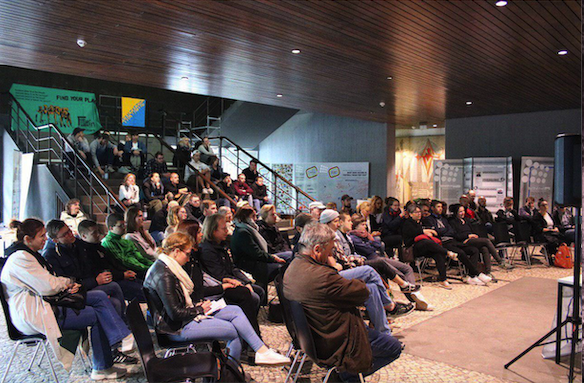
Veranstaltung im Foyer

Die Besonderheit des Ortes liegt auch in der Wirkung des Gebäudes und seiner künstlerischen Ausstattung.
Kunst und Architektur des doppelgeschossigen Kirchbaus aus Stahlbeton gelten als herausragendes Beispiel der Nachkriegsmoderne. Die Bauteile des Gebäudes sind in verschieden großen Rechtkantformen ausgebildet – also der Hauptbaukörper mit Hochschiff und Seitenschiffen, der hohe Altarraum und der Fassadenturm mit Haupteingängen und Glockengeschoss. Es wurden unterschiedliche Baumaterialien verwendet: Beton, Naturstein, Holz, Glas/Dickglas und Kunststoff. Im Foyer, Treppenaufgang und Altarraum beeindrucken große Flächen aus Sichtbeton. Durchscheinende Faltwerkwände aus glasfaserverstärktem Plexiglas – einzigartig in Konstruktion und Größe – tauchen die Halle je nach Tageszeit und Wetterlage in unterschiedliches Licht.
Die Glaskunstwände, das Altarensemble und zahlreiche andere Einrichtungsgegenstände der Liebfrauenkirche stammen aus der Vatikankirche der Brüsseler Weltausstellung von 1958. Ein Reliefbild „Engelsturz“ von 2019 hinter dem Hauptaltar gibt eine Art zeitgenössisches Statement ab. Aus der alten Liebfrauenkirche am Karmelplatz wurden ebenfalls Stücke übernommen, so die Heiligen Drei Könige aus der Werkstatt des Meisters Tilmann (um 1500) in der Halle und eine spätmittelalterliche Pietà. In der Kapelle der Unterkirche besticht das Licht aus farbiger Beton-Dickglaskunst von Hubert Spierling. Das Relief Moses und der brennende Dornbusch an der Hauptfassade des Gebäudes wurde vom Bildhauer Karl Heinz Türk 1965 geschaffen.
Der Kirchenbau gilt als ein herausragendes Beispiel für Architektur und Kunst der späten 1950er Jahre. Entsprechend bewertete die Denkmalbehörde 2005 die Liebfrauenkirche als architektonisch und künstlerisch herausragendes Bauwerk. Es wurde im Rahmen des Europäischen Kulturerbejahres 2018 als Big Beautiful Building ausgezeichnet. Es ist als Teil der Route Industriekultur unter „Sakralbauten“ ausgewiesen.

## Orgel

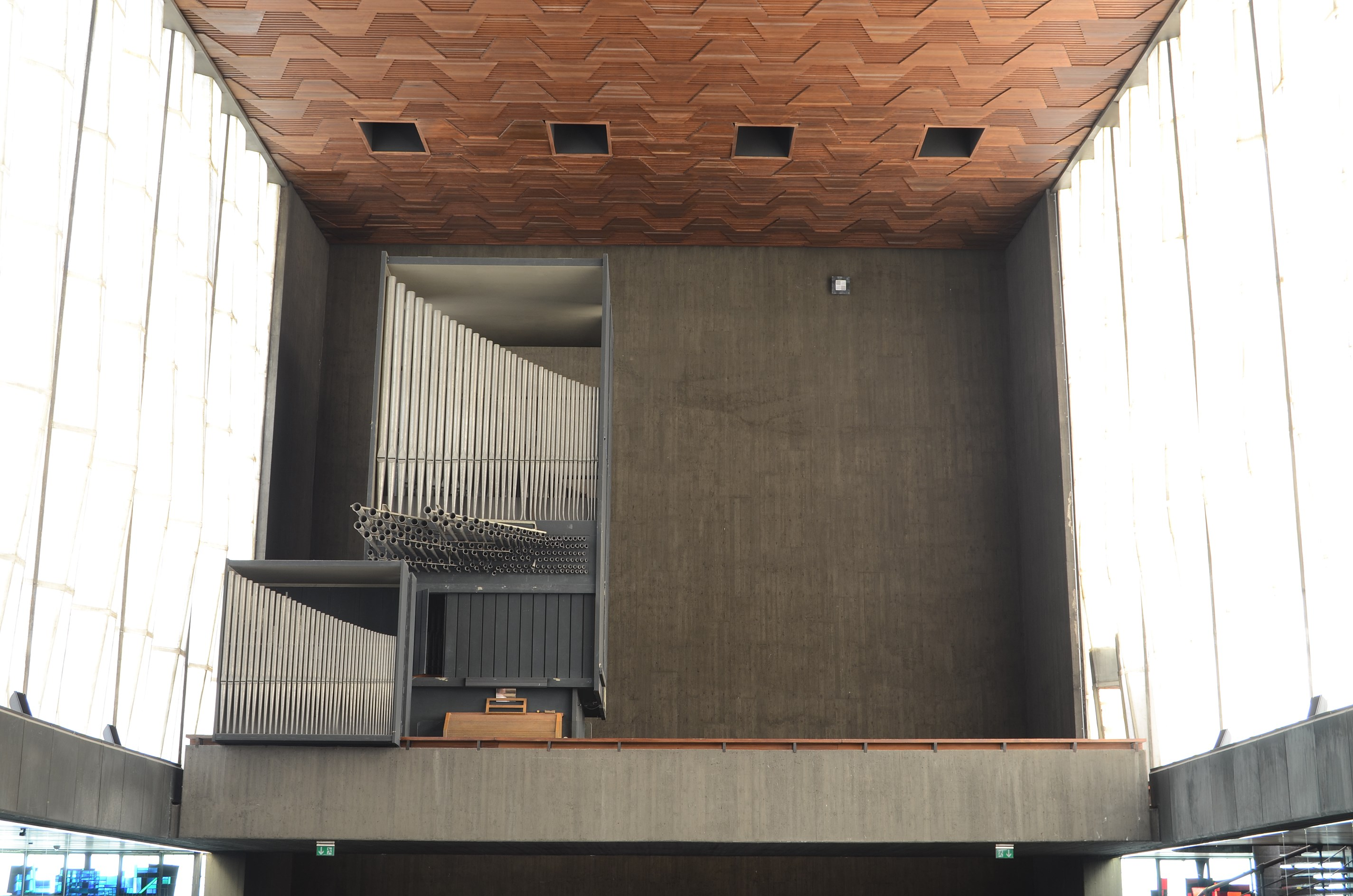
Orgelempore der Oberkirche

Die Orgel wurde 1964 von dem Orgelbauer Franz Breil (Dorsten) erbaut. Das Schleifladen-Instrument hat 42 Register auf vier Manualen und Pedal. Die Spieltrakturen sind mechanisch, die Registertrakturen elektrisch. Sie ist als bemerkenswerte neobarocke Orgel im Ruhrgebiet beschrieben worden.
Die Orgel ist eingeschränkt spielbar. Für eine mögliche Instandsetzung wurden 2021 ca. 240.000 € veranschlagt. Sie hat Bestand als ein mächtiges, Raum und Atmosphäre formendes Element.
| I Rückpositiv C– |     |
| Gedackt          | 8’  |
| Quintade         | 8’  |
| Prinzipal        | 4’  |
| Spitzflöte       | 4’  |
| Gemshorn         | 2’  |
| Oktave           | 1’  |
| Sesquialtera II  |     |
| Scharff V        |     |
| Dulzian          | 16’ |
| Schalmey         | 8’  |
| Tremulant        |     |

| II Hauptwerk C– |       |
| Quintade        | 16’   |
| Prinzipal       | 8’    |
| Rohrflöte       | 8’    |
| Oktave          | 4’    |
| Gedacktflöte    | 4’    |
| Nasat           | 2 ⁄3′ |
| Oktave          | 2’    |
| Mixtur IV-VI    | 1 ⁄3′ |
| Zimbel III      | 1⁄2′  |
| Trompete        | 16′   |
| Trompete        | 8’    |

| III Brustwerk C– |        |
| Holzgedackt      | 8’     |
| Prinzipal        | 4’     |
| Blockflöte       | 4’     |
| Prinzipal        | 2’     |
| Terz             | 1 3⁄5′ |
| Quinte           | 1 ⁄3′  |
| Zimbel II        |        |
| Krummhorn        | 8’     |
| Tremulant        |        |

| IV Trompeteria C– |     |
| Trompete          | 16’ |
| Trompete          | 8’  |
| Trompete          | 4’  |

| Pedal C–    |     |
| Prinzipal   | 16’ |
| Subbass     | 16’ |
| Oktave      | 8’  |
| Rohrgedackt | 8’  |
| Oktave      | 4’  |
| Nachthorn   | 2’  |
| Mixtur V    | 2’  |
| Posaune     | 16’ |
| Trompete    | 8’  |
| Trompete    | 4’  |

- Koppeln: II/I, I/P, II/P